# Julián Hernández (Julianillo)
Julián Hernández (Valverde de Campos, Castilla y León - Sevilla, 22 de diciembre de 1560) fue un personaje de la España del siglo XVI, conocido también con el apodo de Julianillo (Julian le Petit para los franceses), esto debido a su diminuta estatura, ocasionada por su joroba. Su importancia en la introducción de la Reforma Protestante en España, sobre todo en Sevilla, ha sido reconocida incluso por estudiosos católicos, como el erudito español Marcelino Menéndez y Pelayo en su Historia de los heterodoxos españoles, donde se refiere a él como "el más activo de todos los reformadores".

## Biografía
Los datos sobre Julián Hernández son escasos. Sin embargo, se conoce que nació a inicios del siglo XVI en Valverde de Campos, un pueblecito cercano a Medina de Rioseco, Valladolid; si bien otras fuentes señalan que era de origen palentino y nacido en Villaverde de Campos.  Julianillo se crio en Alemania, según el padre Martín de Roa. Trabajó como cajista de imprenta y transitó por muchas partes de Europa, donde conoció, indagó y estudió las obras de los reformadores protestantes de Alemania y los Países Bajos. Trabajó como amanuense y corrector de ensayos. Disfrazado de mozo de mulas, viajó desde Ginebra, entre 1550 y 1559, logrando introducir en España dos toneles llenos de nuevos testamentos traducidos al castellano por el Dr. Juan Pérez de Pineda.
Julianillo transportaba el Nuevo Testamento en español, en los tiempos en que tales acciones eran objeto de procesos por la Inquisición Española. Durante su vida, Julianillo logró transportar y distribuir cumplida y ampliamente el Nuevo Testamento en muchas localidades, principalmente en diversas regiones, desde Valladolid hasta Sevilla.
Su labor llegaría a su fin cuando fue delatado, encarcelado y presentado ante el Tribunal del Santo Oficio de la Inquisición en Sevilla. Después de habérsele desarticulado muchos de sus huesos, fue quemado vivo en la hoguera en Sevilla el 22 de diciembre de 1560, junto con los restos mortales de Constantino Ponce de la Fuente y Juan Gil. Julián Hernández cantaba un villancico mientras era trasladado a la pira antes de morir:
«¡Vencidos van los frailes, vencidos van!
Corridos van los lobos, corridos van.»